# L'Adoration des mages (Le Pérugin, Trevi)
Pour les articles homonymes, voir Adoration des mages.
L'Adoration des mages  (en italien : Adorazione dei Magi) est une peinture religieuse du Pérugin, datant de l'an 1521 - 1522 environ et conservée en l'église Madonna delle Lacrime  à Trevi.

## Histoire
La présence du Pérugin est attestée à Trevi en 1521 où il a réalisé la fresque dans l'église Madonna delle Lacrime, dans la chapelle Cappella dell'Adorazione dei Magi ou del Presepio.
L'œuvre est signée sur le gradin du trône : 
P E T R U S  D E  C A S T R O  P L E B I S  P I N X I T
et en dessous le distique : 
TU SOLA IN TERRIS GENITRIX ET VIRGO FUISTI
REGINA IN CELIS TU QUOQUE SOLA MANES.

## Thème
L'œuvre reprend le thème de l'Adoration des mages, un épisode de l'Évangile selon Matthieu (2-1-12), un thème de l'iconographie chrétienne populaire d'un épisode de la vie du Christ sur la visite des rois mages lors de sa Nativité.

## Description
La Sainte Famille est placé au milieu du bas de la composition sous une construction de bois, un auvent à quatre piliers à chapiteaux, vue de face, qui abrite le bœuf et l'âne et qui se prolonge jusqu'en haut du tableau.
La Vierge est assise sur un trône de bois surélevé d'un gradin  et l'Enfant bénissant est posé debout sur son genou droit. Il bénit le plus vieux des mages qui lui offre son don. Joseph à gauche est debout appuyé sur un long bâton, près de lui est agenouillé le second mage, le troisième, le plus jeune, se trouve plus à gauche et attend son tour pour présenter  son offrande comme le veut la tradition.
Dans ce premier plan, de part et d'autre des piliers, deux groupes de personnages sont rassemblés composés d'hommes et de femmes.
La Sainte Famille, l'assemblée et l'auvent sont placés au creux d'un vallon dont on aperçoit les collines de part et d'autre avec leurs sommets, des arbres isolés détaillés, des cavaliers occupant les chemins sinueux qui les parcourent, un troupeau de brebis occupe son milieu  dans l'axe central, deux bergers les surveillent en parlant entre eux, deux autres plus en arrière lèvent le regard vers l'étoile, faisant écran de leur main devant leurs yeux pour ne pas être éblouis par son éclat.
L’arrière-plan est constitué par une vallée bordée de collines se perdant au loin dans un ciel clair qui va du blanc au foncé vers le haut avec quelques nuages.
La première figure complète à droite, regardant le spectateur, serait, pour certains critiques d'art, un portrait de Raphaël.
Les personnages de la Sainte Famille portent des auréoles perspectives pleines fortement dorées.

## Analyse
Le Pérugin peint des personnages dont les postures est les habits d'une extrême élégance rappelant les statues antiques de l'époque hellénistique.
La scène dégage avec la douce figure de la Vierge une sensation de calme et de sérénité.

## Sources
- Tommaso Valenti, La chiesa monumentale della Madonna delle Lagrime, Rome, Desclée, 1928, p. 160-174.